# 亞芳代爾
亞芳代爾（Avondale）位於紐西蘭的奧克蘭市西部，是紐西蘭最早試種及生產奇異果的地方。
亞芳代爾位於奧克蘭市中心最西部，基本上是一個相對比較貧窮的地區。不過，當地有不少博物館，如：鐵路博物館及奧克蘭動物園都在這裡。直到Great North Road的開通，這一區才得以好好的發展。
這一區的宗教氣息亦比較濃厚，是基督復臨安息日會在紐西蘭開始傳教的地方。
36°53′55″S 174°41′48″E / 36.8985°S 174.6967°E